# Montrose (Pensilvania)
Montrose es un borough ubicado en el condado de Susquehanna en el estado estadounidense de Pensilvania. En el año 2000 tenía una población de 1.664 habitantes y una densidad poblacional de 498.0 personas por km².

## Geografía
Montrose se encuentra ubicado en las coordenadas 41°49′59″N 75°52′38″O / 41.83306, -75.87722.

## Demografía
Según la Oficina del Censo en 2000 los ingresos medios por hogar en la localidad eran de $30,200 y los ingresos medios por familia eran $46,607. Los hombres tenían unos ingresos medios de $30,845 frente a los $22,107 para las mujeres. La renta per cápita para la localidad era de $19,662. Alrededor del 14.8% de la población estaba por debajo del umbral de pobreza.